# Tersmedenska gravkoret

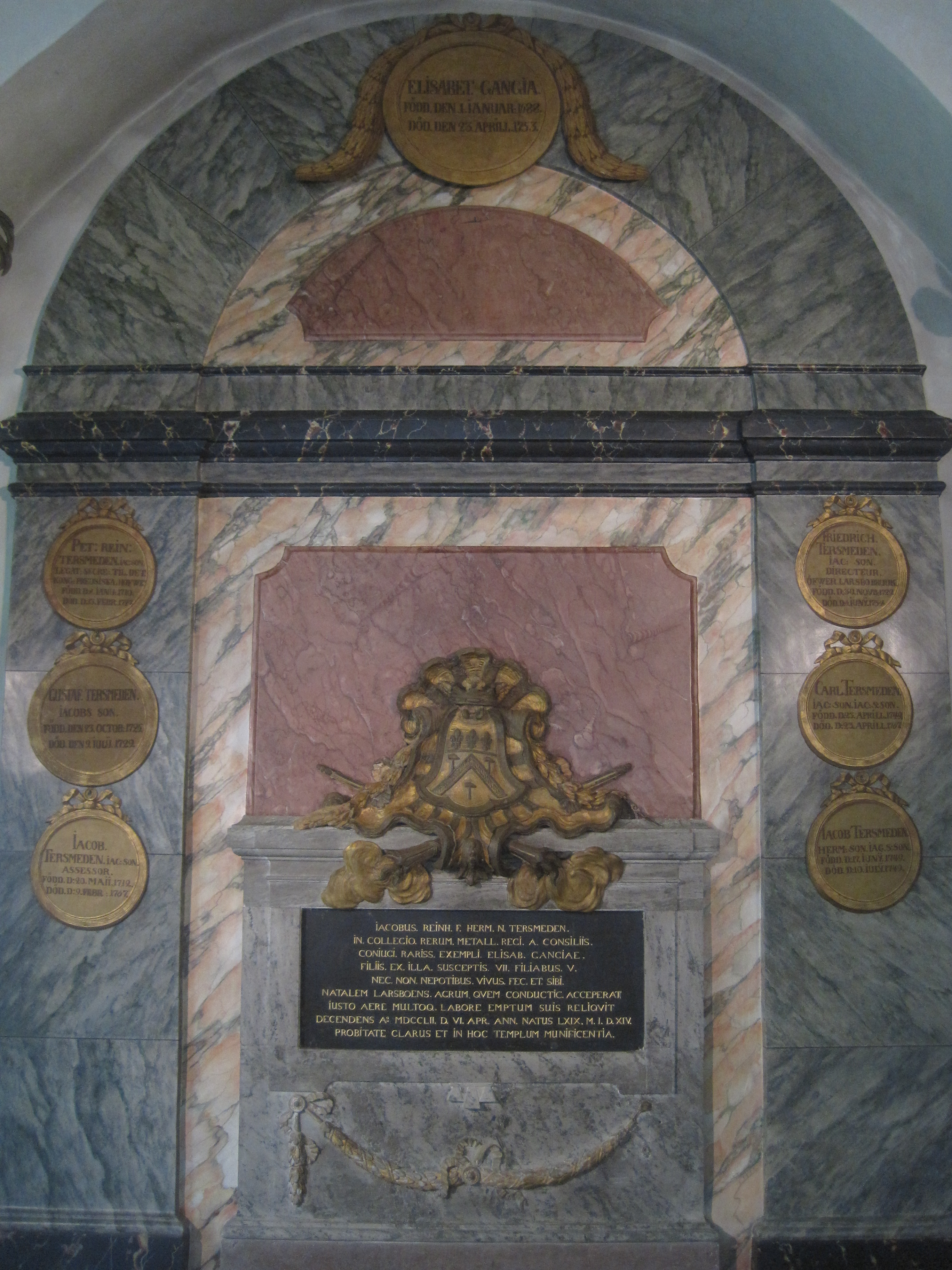
Det tersmedenska gravkoret i Söderbärke kyrka där ett antal av ättens medlemmar ligger begravda.

Tersmedenska gravkoret är ett gravkor i Söderbärke kyrka tillägnat ätten Tersmeden. Gravkoret är beläget i det sydvästra hörnet av kyrkan. 
Den första som gravsattes i Tersmedenska gravkoret var Herman tor Smede, år 1667.